# Voki oja
Voki oja – potok w Estonii w gminie Otepää prowincji Valgamaa. Prawy dopływ Väike Emajõgi. Długość potoku wynosi 10 km. Powierzchnia zlewni: 36 km² (dawniej podawano powierzchnię 37,2 km²).
Potok przepływa przez wsie Arula, Mäha, Märdi i Sihva. Przepływa również przez jeziora Kõlli, Voki, Ruusa i Saagjärv.